# Italo Mus
Italo Mus (Châtillon, Italia, 4 de abril de 1892 - Saint-Vincent, Italia, 15 de mayo de 1967) es un pintor impresionista italiano.

## Biografía
Joseph-Italo Mus nació en el pueblo de Chaméran, en el municipio de Châtillon, en Valle de Aosta. Su madre, Martine Vallaise, provenía de una noble familia de Arnad, y su padre, Eugène Mus, era un escultor de Torgnon. 
Su primera formación artística comienza en el taller de arte de su padre, un artesano de la madera. 

### El primer premio de Jóvenes Pintores1910
En 1910, el Centro Internacional de Bellas Artes de Roma reúne a los pintores más conocidos, como Chagall, Raoul Dufy, Jean Cocteau y Picasso, así como jóvenes talentos. Italo Mus tuvo allí su primer éxito y el reconocimiento nacional al ganar el primer lugar en la Feria Jóvenes Pintores. 

### Camino de Estudio
En 1909, recomendado por Lorenzo Delleani, se matriculó en la Academia de Bellas Artes en Turín donde realizó un curso de pintura y dibujo con los profesores Giacomo Grosso, Paolo Gaidano, Luigi Onetti y Marchisio, artistas fieles a la tradición impresionista, quienes le enseñaron los elementos básicos del arte. 
Muy comprometido con el Valle de Aosta, Mus solo lo abandonó por cortos períodos, ejemplo en 1913 para realizar trabajos al fresco y de restauración, primero en Lyon y luego en Lausana, así como en Friesch, cerca de Briga. 
Tomó parte en la Primera Guerra Mundial, y, durante un permiso en 1920, conoció a Giuseppina Crenna, con la que finalmente se casaría tras la guerra y con la que tuvo cuatro hijos. 
En 1932 Mus dirigió el monumento de bronce de la Primera Guerra Mundial en Saint-Vincent. El trabajo, el modelo arcilla y luego fundida en el bronce en Milán es una  Alpes, el arma en la mano y la celebración de un compañero sobre las rodillas de su muerte. El monumento no hay rastro, ya que fue destruido en el 1940 en la Segunda Guerra Mundial para recuperar metal. 
En 1938 Guido Marangoni crítico de arte, que vio las obras de Mus en su taller, quedó impresionado lo suficiente como para escribir un artículo en regular d 'Art Perseus , Mus y avery define como pintor de talento.En ese momento Mus es con Carlo Carrà, Antonio Ligabue, Pietro Morando, y Francesco Menzio uno de los más importantes artistas de su generación. 
Durante un tiempo trabajó en el taller de Saint-Vincent con Filippo De Pisis y 1956, algunos de sus cuadros han sido expuestos a la New York y Buenos Aires . 
A mediados de 1960, mientras que siguen activos, que sufría de una grave enfermedad que no le permite trabajar más, y 15 de mayo de 1967 murió en el Saint-Vincent. 
En 1979 en un texto de Ugo Ronfani, director Gianpaolo Taddeini ha hecho por el RAI-Valle de Aosta, una ficción televisiva, que narra la historia del hombre y del artista Mus :Un valle, un pintor Italo Mus.
Camino de Artística
Italo Mus llevó a cabo alrededor de dos mil obras, dibujos, bocetos, pinturas de temas, el estudio principal que se utilizó óleo sobre lienzo o panel, pero su genio que él ayudó a construir la lona con su mano en su estudio años desde la primera (1920 - 1940). 
Su actividad se compone de tres periodos claramente definidos. 
- Primer período: entre el 1920 y 1940 creó obras que caracterizan a la artista en sus mejores años, dirigió las escenas que cuentan la vida de la montaña Valle de Aosta (escenas de interior, henaje, los paisajes y la danza).
- Segundo período: entre el 1941 y 1958, el estilo del artista y su pintura evoluciona convertirse en un excuseto hacer el color.La imaginación toma precedencia sobre la realidad y el artista también quiso atraer la atención mediante el uso de la técnica de los efectos de moho sobre papel absorbente.
- Tercer periodo: entre el 1959 y 1967, el artista trata de volver a sus raíces con nuevos dibujos en tinta y carbón y se está preparando para realizar bocetos de grandes edificios públicos de obras en el valle. 
 Mus quiere reorientar algunas de sus actividades y de las pinturas encontradas en las obras de este período henaje interiores y escenas que representan una multitud de personajes con la misma humanidad, pero con características diferentes de las que pintó durante el primer período.

Su largo y laborioso trabajo se ha recibido muchos premios, el Precio de Saint-Vincent (1922 - 1947 - 1949), Precio de la Montaña (Milán 1927), the Price (Einaudi 1950), el precio del primer ministro (Roma 1959), el Premio Nacional de Arte Sacro (Roma 1960).

## Las obras seleccionadas
- La Revolución obstruir( 1953), óleo sobre panel, Martigny en Suiza Feria del Valais;
- Chickensdecent( 1950), óleo sobre lienzo, XXV ((e)) Bienal de Venecia, Palacio de central;
- Notre-Dame de París( 1947), óleo sobre lienzo, París, Galerie René Denis;
- Stia( 1951), óleo sobre lienzo, Cuadrienal de Roma;
- Veduta del Cervino,( 1930), óleo sobre lienzo
- Aún Lifecon zucche,( 1950), óleo sobre lienzo
- ALuge sobre un puente cubierto de nieve,( 1941), óleo sobre lienzo
- La Fucina,( 1934), óleo sobre lienzo
- Trofeo della Regina,( 1940), óleo sobre lienzo
- Funghi e Cardi,( 1938), óleo sobre lienzo